# Dialithoptera
Dialithoptera is een geslacht van vlinders van de familie visstaartjes (Nolidae), uit de onderfamilie Nolinae.

## Soorten
- D. gemmata Hampson, 1896